# Scopula minuta
Scopula minuta là một loài bướm đêm trong họ Geometridae.